# Chorus (émission de télévision)
Pour les articles homonymes, voir Chorus.
Chorus est une émission télévisée de rock présentée par Antoine de Caunes et Jacky sur Antenne 2 de septembre 1978 à juin 1981, depuis le Théâtre de l'Empire à Paris. L'émission compta parmi ses invités des noms célèbres de la scène internationale  (The Allman Brothers Band, James Brown, Kraftwerk, The Clash, The Cure, Devo, Dire Straits, Rory Gallagher, J. Geils Band, Molly Hatchet, Tom Petty & The Heartbreakers, Yellow Magic Orchestra, The Police, Roxy Music, Siouxsie and the Banshees, The Stray Cats, Johnny Winter, XTC, ZZ Top) comme de la scène française (Backstage, Bonneville, Taxi Girl, Little Bob Story, Starshooter, Téléphone, ou encore Trust).
Les archives de Chorus sont disponibles via le site de l'Institut national de l'audiovisuel, plus communément appelé INA. Un premier coffret de DVD est paru en octobre 2010.

## Histoire
Diffusée chaque semaine le dimanche sur Antenne 2 à l'heure du déjeuner, Chorus est avant tout une émission de musique « live » de 37 minutes, jouée sur scène devant un public. Introduite par un générique réalisé par le groupe d'artistes graphistes Bazooka — composé de Kiki Picasso, Loulou Picasso, Olivia Clavel, Lulu Larsen et Bernard Vidal —, Chorus met en avant le rock, la fin de la scène punk et les débuts de la new wave à la télévision française. Plusieurs groupes dont Dire Straits ont joué pour la première fois en France en concert dans cette émission.
Un concept épuré qui, en 1978, rompt avec la courte tradition du rock à la télévision. Depuis le début des années 1970 avec Pop 2, émission où le discours des rock critics emmenés par Patrice Blanc-Francard est omniprésent, puis Rockenstock en 1972 et Juke Box en 1975, l’esprit de sérieux guettait déjà le rock. Chorus contre-balance ce côté intellectuel du rock avec une volonté de dérision assumée.
En 120 émissions, Chorus a imposé un style en accord avec son époque et dont la modernité reste indéniable si l'on en juge les nombreux concepts qui ont suivi : Les Enfants du rock, Rapido, Taratata... Aujourd'hui ce fonds d'émissions est détenu par l'Institut national de l'audiovisuel.

## DVDs
En octobre 2010, l'INA sort sous le parrainage d'Antoine de Caunes un coffret de trois DVD, regroupant une partie des prestations données pour l'émission. Sur le premier DVD, est inclus un concert de The Clash capté au Palace, plus des sessions de Magma, Téléphone, The Cure, Siouxsie and the Banshees, The Ramones et des Stray Cats. Sur le second, il y a un concert de ZZ Top au Pavillon Baltard et des Live Express de Trust, The Jam, The Stranglers, The Undertones, Madness, Tom Waits, Garland Jeffreys et Tom Petty. Le troisième DVD comporte un concert de Police de trente minutes et des prestations  de Jacques Higelin, Peter Gabriel, Dire Straits, The Pretenders, Captain Beefheart et d'Elvis Costello.
Les sessions des autres groupes ayant participé à l'émission sont disponibles via le site de l'INA en téléchargement légal.